# Jüdischer Friedhof (Kördorf)

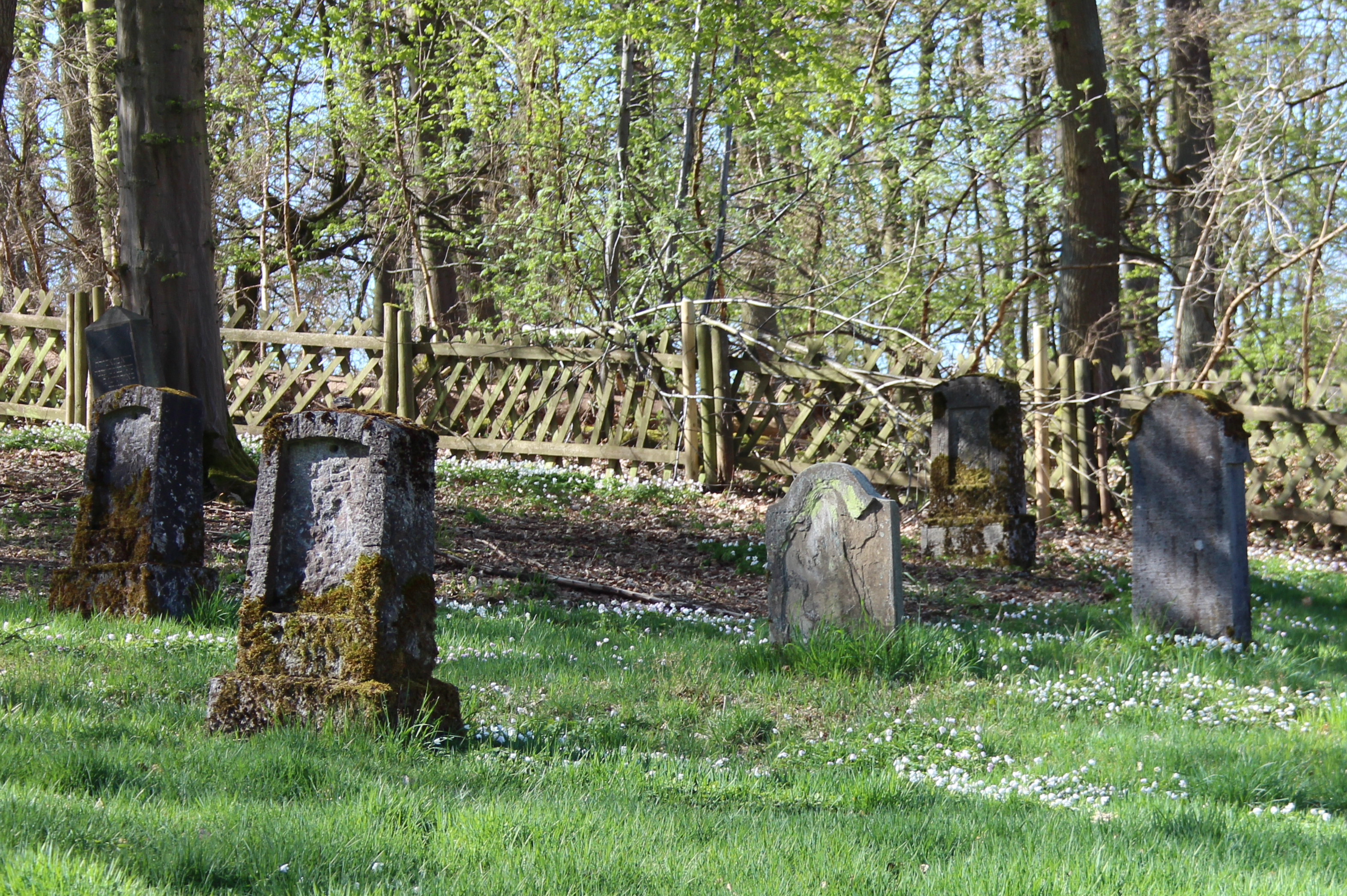
Der jüdische Friedhof in Kördorf

Der Jüdische Friedhof Kördorf ist ein Friedhof in der Ortsgemeinde Kördorf im Rhein-Lahn-Kreis in Rheinland-Pfalz. Er steht als Kulturdenkmal unter Denkmalschutz.

## Beschreibung
Der jüdische Friedhof liegt einen Kilometer südwestlich des Ortes im Wald am Dörsbachtal.
Auf dem 2600 m² großen Friedhof, der um 1880 angelegt und bis zum Jahr 1935 belegt wurde, befinden sich etwa 50 Grabsteine.